# Pernis (släkte)
Pernis är ett släkte med bivråkar med fyra medelstora bredvingade rovfågelsarter. 

## Levnadssätt

Berg-och-dalbaneflykt är ett typiskt uppvisningsbeteende för släktet Pernis i början av häckningssäsongen.

Släktets arter häckar i tempererat och varmare klimat i gamla världen och är specialiserade på att äta getinglarver vilka de fångar genom att gräva upp getingbon ur marken. De lever även av reptiler, groddjur, fågelungar och daggmask. De två arterna bivråk och tofsbivråk, som förekommer i tempererat klimat, är flyttfåglar.
De häckar i skogsmark och är mestadels diskreta förutom i början av häckningssäsongen då släktet visar upp sig, bland annat med specifika flyguppvisningar i bågformationer med ryttlande inslag när den når toppen av bågen.

## Systematik
Släktet består av numera vanligtvis fyra arter:
- Bivråk (Pernis apivorus)
- Tofsbivråk (Pernis ptilorhynchus)
- Sulawesibivråk (Pernis celebensis)
- Filippinbivråk (Pernis steerei)

Filippinbivråk behandlades tidigare som underart till celebensis, som då på svenska kallades bandad bivråk.
Även tofsbivråkens taxonomi är omdiskuterad. Artens utbredningsområde är uppdelad i två separata områden. Dels P. p. orientalis (Taczanowski, 1891) som har en nordlig utbredning i sydöstra Sibirien, norra Tibet, nordöstra Kina, Japan och Korea, dels alla andra underarter som har en sydlig utbredning i Sydostasien. Det har observerats mellanformer av P. p. ptilorhynchus och bivråk i sydöstra Sibirien vilket indikerar att de hybridiserar och därmed kan tillhöra samma art. Detta i sin tur skulle kunna indikera att tofsbivråken, så som den beskrivs idag består av två arter.